# Erich Köhler (Marineoffizier)

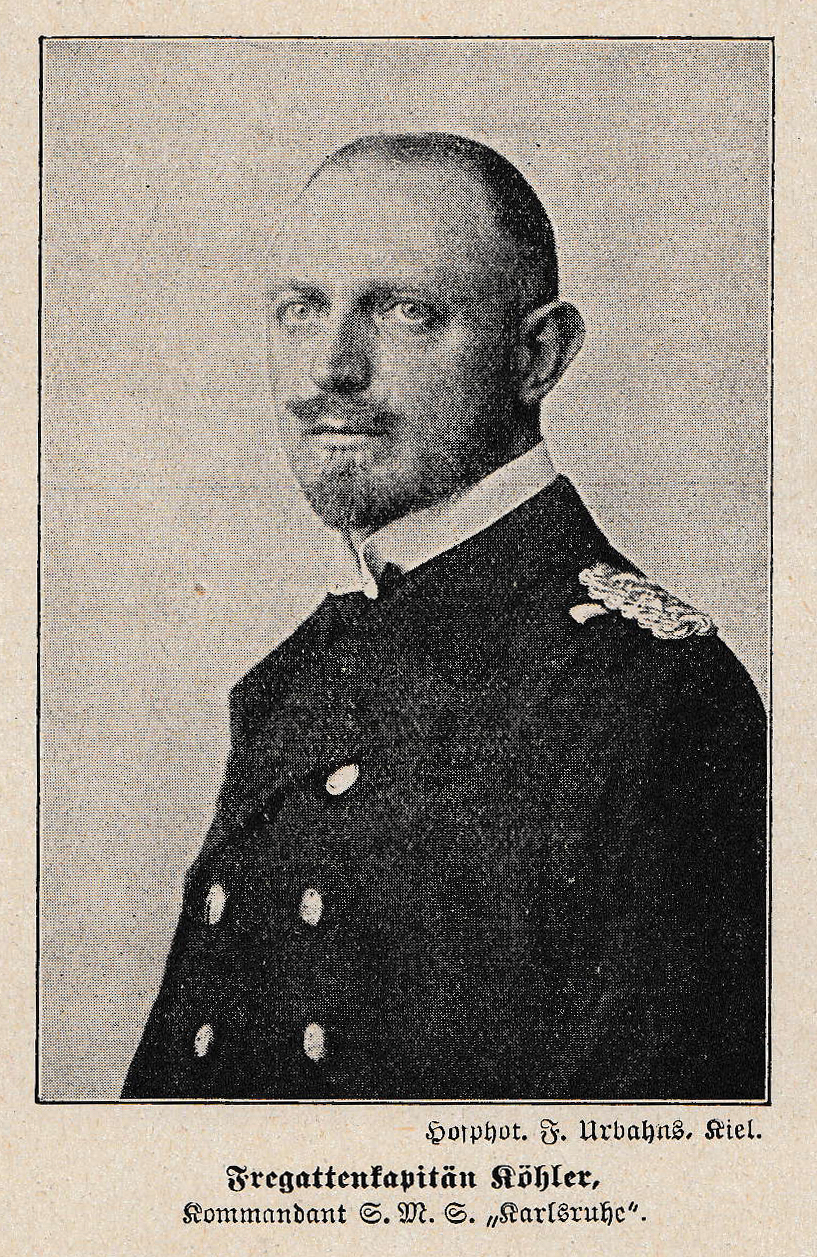
Erich Köhler

Erich Rudolf Friedrich Köhler (* 6. September 1873 in Göttingen; † 4. November 1914 vor den Westindischen Inseln) war ein deutscher Marineoffizier, zuletzt Kommandant des Kleinen Kreuzers Karlsruhe im Ersten Weltkrieg.

## Leben
Erich Köhler wurde 1873 als Sohn des Landgerichtspräsidenten Georg Rudolf Köhler und dessen Ehefrau Friederike Luise Auguste geb. Boden geboren. Er hatte drei ältere Brüder. Mit 17 Jahren absolvierte er das Abitur und trat in die kaiserliche Marine ein. Im Jahre 1901 war er Inspektionsoffizier an der Marineschule, ab 1901 an der Marineakademie. 1904 erfolgte die Versetzung zum Admiralstab in Berlin, und von 1907 bis 1909 war er tätig als Flotten-Navigationsoffizier. Ab 1909 versah Köhler erneut Dienst beim Admiralstab in Berlin und war nebenamtlich zum Generalinspekteur der Marine abkommandiert.
Köhler übernahm am 26. Juli 1914 das Kommando über die Karlsruhe von Fregattenkapitän Fritz Lüdecke, der auf die Dresden zurückkehrte. Am 4. November 1914 kam Köhler bei der Selbstentzündung der Karlsruhe – wahrscheinlich eine Ölexplosion – im Atlantischen Ozean bei Barbados im Alter von 41 Jahren ums Leben und ging mit seinem Schiff unter. Postum erhielt Köhler am 26. März 1915 (am selben Tag wie der gerade reichsweit populär gewordene Hindenburg) die Ehrenbürgerwürde von Karlsruhe.
Erich Köhler hinterließ seine Frau, Maria geb. Kracher (* 1880), mit der er seit 1900 verheiratet war, und die Tochter Gerda. In der Weimarer Republik „taufte“ Köhlers Witwe am 20. August 1927 den Leichten Kreuzer Karlsruhe der Reichsmarine – das dritte deutsche Kriegsschiff mit dem Namen Karlsruhe – in Anwesenheit von Oberbürgermeister Julius Finter (1872–1941), der die Taufrede hielt.
Die Bundeswehr urteilt heute über Köhler:
„Die von dem Kommandanten Fregattenkapitän Erich Köhler gewählte Art der Kriegsführung war damals wie heute beispielhaft für die Seekriegsführung.“